# Мельно-Пижицьке
Мельно-Пижицьке (пол. Mielno Pyrzyckie) — село в Польщі, у гміні Козелиці Пижицького повіту Західнопоморського воєводства.
Населення — 266 осіб (2011).
У 1975-1998 роках село належало до Щецинського воєводства.

## Демографія
Демографічна структура станом на 31 березня 2011 року:
|          | Загалом | Допрацездатний вік | Працездатний вік | Постпрацездатний вік |
| -------- | ------- | ------------------ | ---------------- | -------------------- |
| Чоловіки | 141     | 26                 | 100              | 15                   |
| Жінки    | 125     | 23                 | 69               | 33                   |
| Разом    | 266     | 49                 | 169              | 48                   |